# Pixel 8a
Pixel 8a — смартфон середнього рівня, розроблений Google як частина лінійки продуктів Google Pixel. Позиціонується як спрощена версія Pixel 8 і Pixel 8 Pro. Був представлений 7 травня 2024 року.

## Дизайн

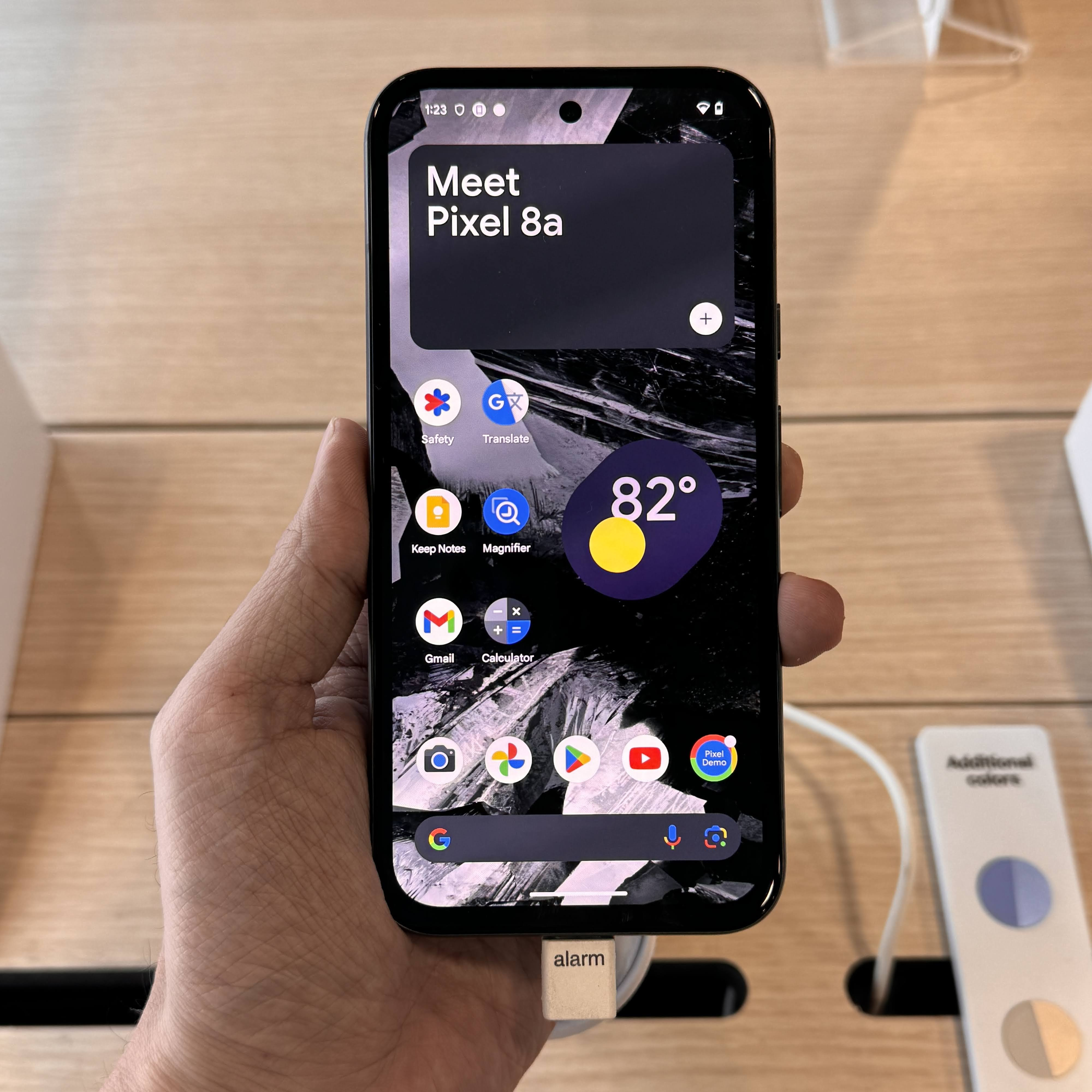
Передня панель Pixel 8a

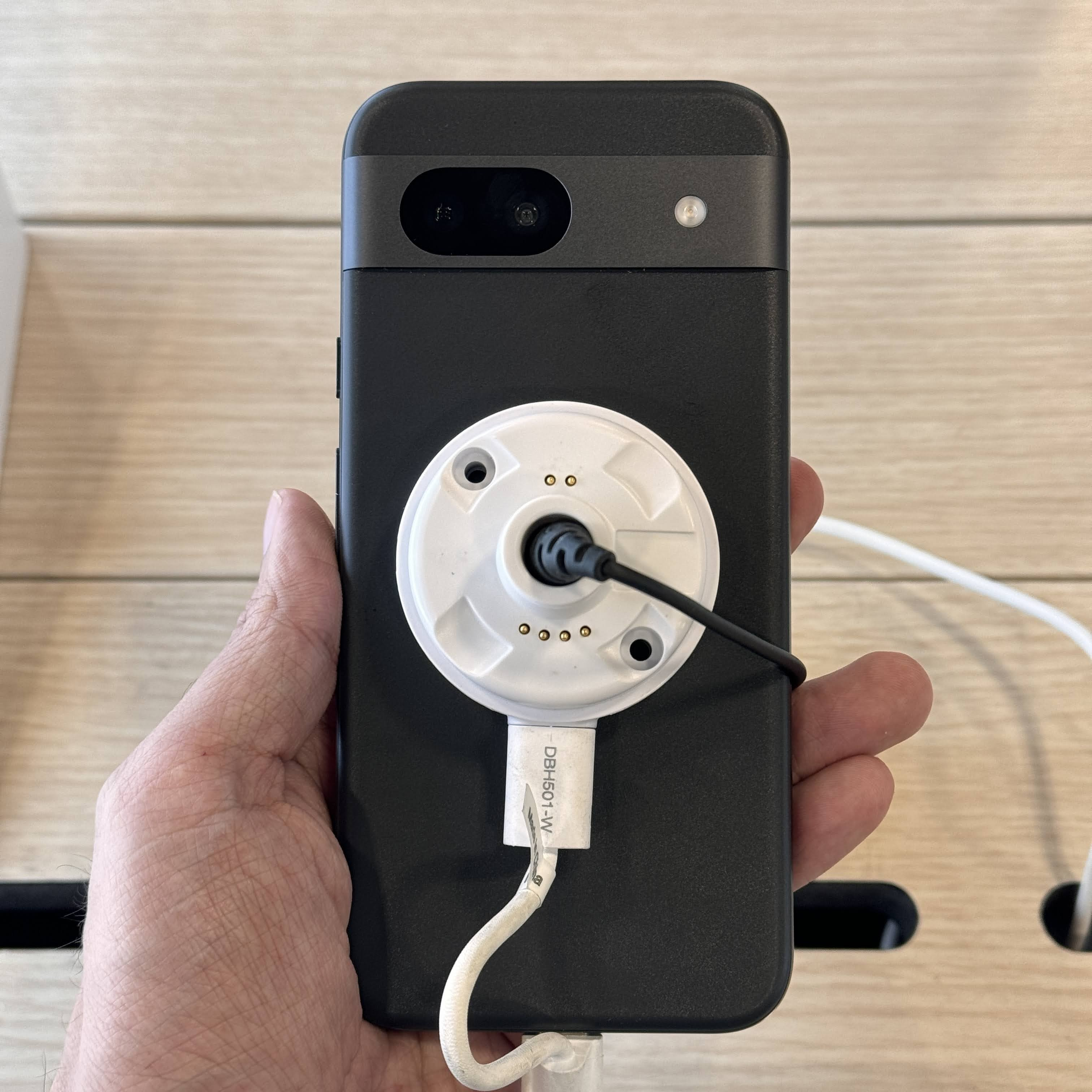
Задня панель Pixel 8a в кольорі обсидіан

Екран захищений склом Corning Gorilla Glass 3. Задня панель виготовлена з пластику, а рамка — з алюмінію. Також присутній захист від вологи та пилу по стандарту IP67.
В основному Pixel 8a ззовні відрізняється від Pixel 7a матовим покриттям задньої панелі та більшим радіусом кутів як на Pixel 8.
Знизу знаходяться роз'єм USB-C, динамік та стилізований під динамік мікрофон, а зверху — антена mmWave в американській моделі та додатковий мікрофон. Зліва розташований слот під 1 SIM-картку. З правого боку розміщені кнопки регулювання гучності та кнопка блокування.
Смартфон продається в наступних кольорах:
| Колір | Назва                    |
| ----- | ------------------------ |
|       | Обсидіан (Obsidian)      |
|       | Порцеляновий (Porcelain) |
|       | Синій (Bay)              |
|       | Алоевий (Aloe)           |

## Технічні характеристики

### Апаратне забезпечення
Pixel 8a, як і флагманські моделі, отримав дев'ятиядерний процесор Google Tensor G3 з графічним процесором Immortalis-G715s MC10. Пристрій поставляється з 8 ГБ оперативної пам'яті типу LPDDR5X і 128 ГБ або 256 ГБ постійної пам'яті типу UFS 3.1.
Акумуляторна батарея отримала об'єм 4492 мА·год, підтримку швидкої зарядки Power Delivery 3.0 на 18 Вт і бездротової зарядки, що при заряджанні на Pixel Stand заряджає з потужністю 7,5 Вт, а на інших зарядних станціях зі стандартом Qi — до 5 Вт.
Пристрій має 6,1-дюймовий екран типу OLED з роздільною здатністю Full HD+ (2400 × 1080), щільністю пікселів 429 ppi, співвідношенням сторін 20:9, частотою оновлення 120 Гц, підтримкою технології HDR та круглим вирізом під фронтальну камеру, що розміщений зверху в центрі. Також під екран вбудовано оптичний сканер відбитків пальців.
Pixel 8a також отримав стереодинаміки, де роль другого динаміка виконує розмовний динамік.
Pixel 8a отримав ідентичний до попередника набір камер, а саме основну подвійну камеру із ширококутним об'єктивом на 64 Мп з діафрагмою f/1.9, фазовим автофокусом dual pixel та оптичною стабілізацією зображення і надширококутним об'єктива на 13 Мп з діафрагмою f/2.2 і кутом огляду 120° та надширококутну фронтальну камеру на 13 Мп з діафрагмою f/2.2. Ширококутний об'єктив вміє записувати відео до 4K@60fps, а надширококутний та передній — до 4K@30fps.

### Програмне забезпечення
Pixel 8a був випущений з Android 14 і був оновлений до Android 16. Смартфон, як і флагманські моделі, буде підтримуватися протягом 7 років, тобто до травня 2031 року. Як і флагманські смартфони лінійки Pixel 8, має функцію створення шпалер за допомогою штучного інтелекту та безпечніше розблокування по обличчю, завдяки якому можна автентифікувати оплати та входи в захищені застосунки. 
У червневому оновленні Pixel feature drop 2024 року Pixel 8a разом із Pixel 8 отримав підтримку Gemini Nano. В цьому ж оновленні смартфон отримав покращену транскрипцію голосу в диктофоні та виведення екрана смартфона на монітор за допомогою дроту USB-C.

## Рецензії
Оглядач із технологічного ресурсу Keddr.com похвалив Pixel 8a за якість фотографій та відео, доволі велику продуктивність як для середнього цінового рівня і плавність інтерфейсу, але сильно розкритикував початкову ціну, яка дуже близька до ціни Pixel 8 з акціями, та широкі рамки навколо дисплея.
Оглядач з Mezha.Media поставив Pixel 8a 8 балів з 10. До переваг він відніс яскравий дисплей, компактний корпус, захист за стандартом IP67, «чистий» Android, 7 років оновлень, хороші камери, тривалий час автономної роботи і гучні стереодинаміки. Де недоліків оглядач відніс широкі рамки навколо дисплея, троттлінг процесора при максимальних навантаженнях та дуже повільну зарядку.